# Roascio
Roascio (piemontiul: Roass) település Olaszországban, Piemont régióban, Cuneo megyében. Lakosainak száma 90 fő (2023. január 1.). Roascio Castellino Tanaro, Ceva, Igliano, Paroldo és Torresina községekkel határos.

## Népesség
A település lakossága az elmúlt években az alábbi módon változott:
| Lakosok száma | 101  | 96   | 90   |
|               | 2017 | 2018 | 2023 |